# 梅斯蒂亞
43°02′44″N 42°43′47″E / 43.04556°N 42.72972°E

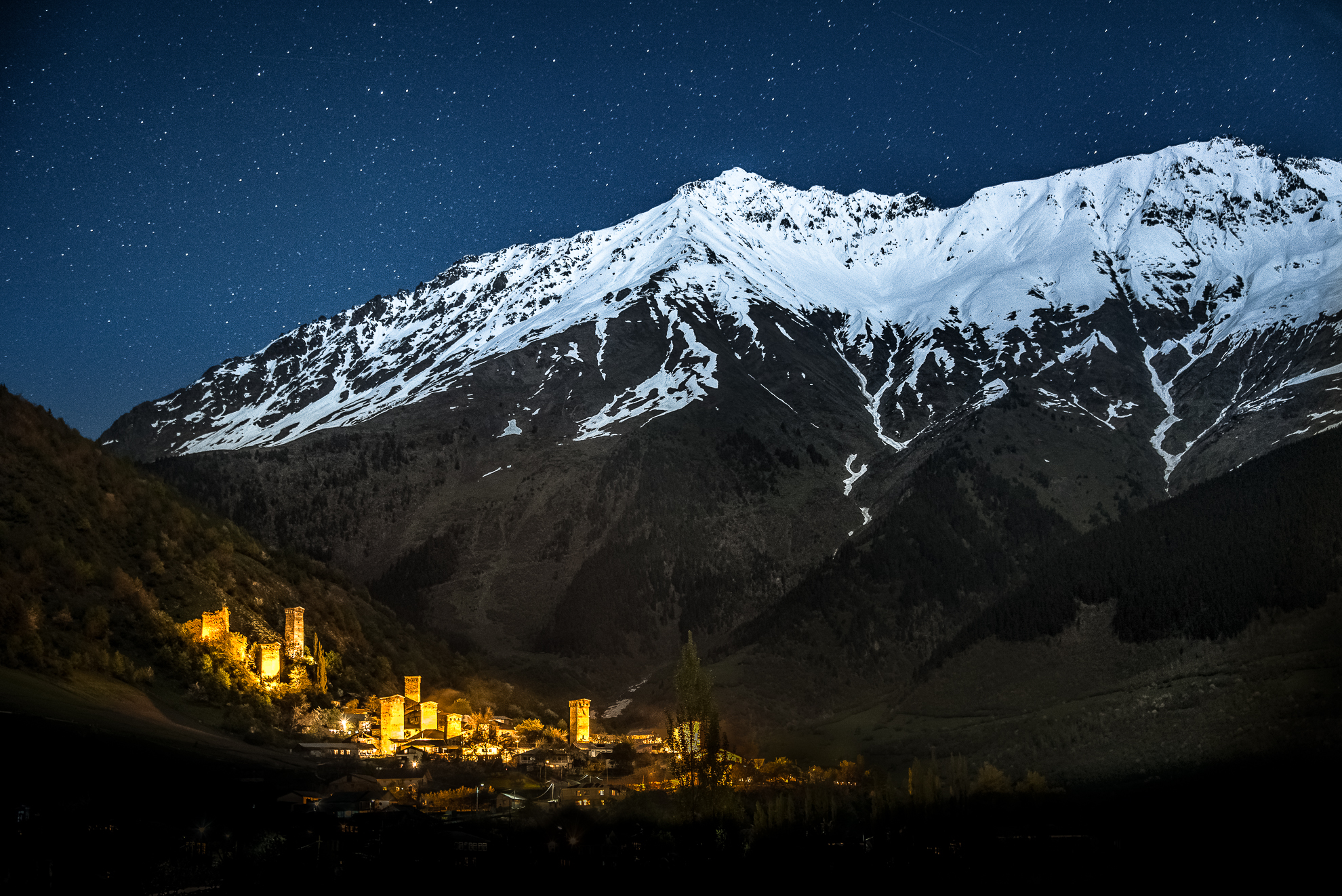
梅斯蒂亞

梅斯蒂亞（羅馬化：Mestia，IPA：[mɛstʼiɑ]），是格魯吉亞西北部薩梅格雷洛-上斯瓦內蒂大区梅斯蒂亞市鎮的小镇及其行政中心。位於高加索山脉海拔1,500（4,921英尺）高度上，祖格迪迪東北面128公里处。2014年人口数量为1,973人。